# Giovan Battista Aleotti
Giovanni Battista Aleotti, detto l'Argenta (Argenta, 1546 – Ferrara, 12 dicembre 1636), è stato un architetto italiano.

## Biografia e opere

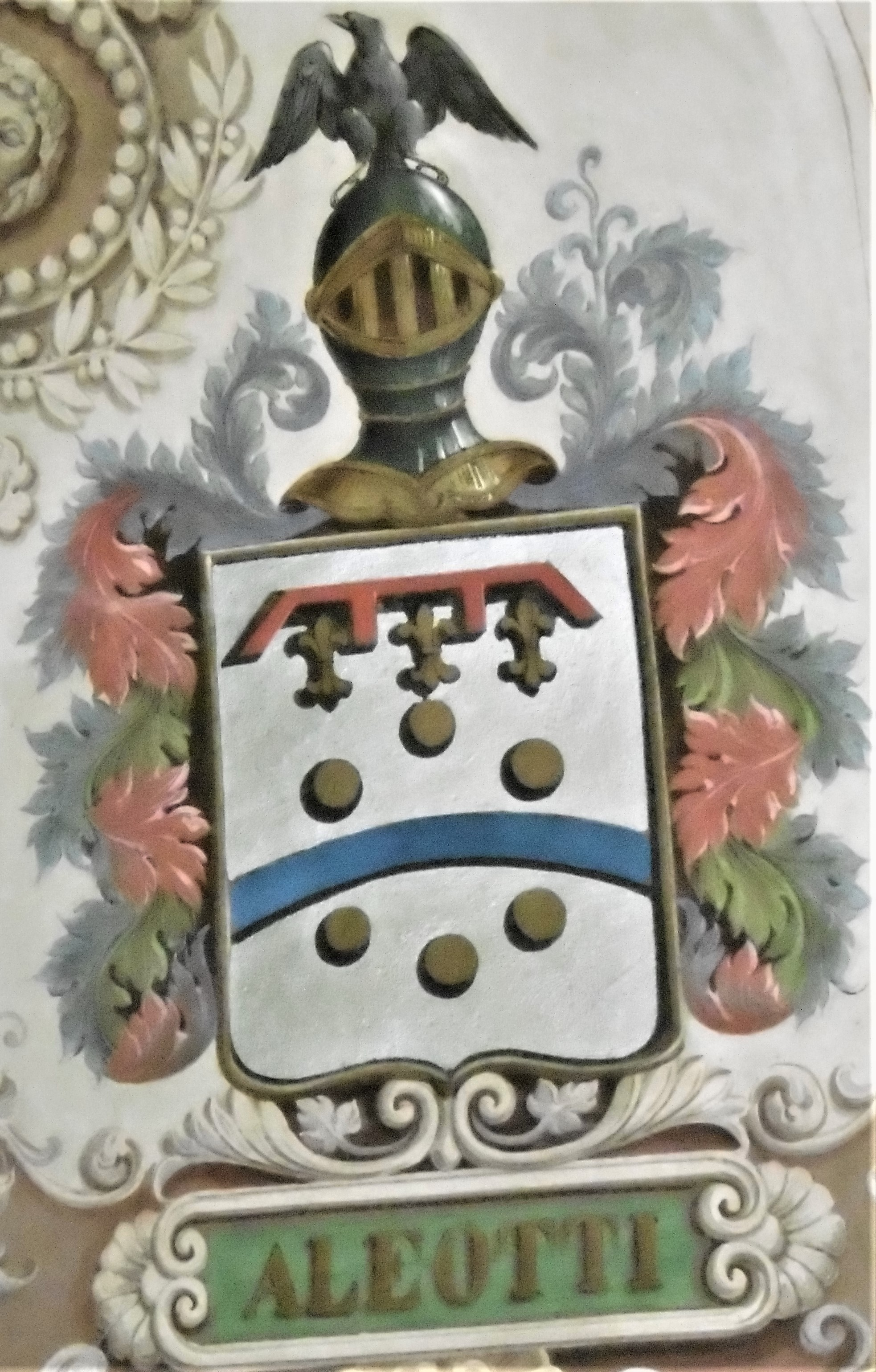
Stemma della famiglia Aleotti nel Palazzo Munipale di Ferrara

Giovanni Battista Aleotti nasce ad Argenta nel 1546 figlio di Vincenzo Aleotti, e già nel 1560 si trasferisce a Ferrara dove approfondisce gli studi di architettura e matematica. I suoi primi lavori documentati riguardano rilevamenti topografici di terreni del Polesine effettuati nel 1566, mentre le prime esperienze come architetto avvengono nel 1575, al servizio del duca Alfonso II d'Este come apprendista architetto  e perito agrimensore sotto la direzione del marchese Cornelio Bentivoglio, Commissario generale del Duca, per poi diventare ingegnere ducale, nel ruolo che era stato del suo maestro Galasso Alghisi.
Aleotti, detto "l'Argenta" dal paese d'origine, esordisce dunque come perito agrimensore ed idraulico, e da questo momento, oltre alla prima livellazione del Po del 1574, realizza interventi di restauro o di completamento, o la direzione tecnica di opere progettate da altri. Effettua restauri al Castello ed al Teatro di Corte, e dirige i lavori alla fortezza di Mont'Alfonso presso Castelnuovo di Garfagnana (1579) e al castello di Mesola (1579-1583), una delle cosiddette Delizie estensi, entrambi su disegni di Marcantonio Pasi, e sovrintende inoltre alla edificazione dei baluardi di San Pietro e "senza nome" delle mura di Ferrara. Grazie soprattutto alla conoscenza approfondita dell'opera Delle Fortificazioni di Galasso Alghisi, Aleotti si è così degnamente inserito nel campo delle opere difensive militari, che ormai si andavano costruendo secondo precise norme codificate nell'arco di centocinquanta anni da architetti come Francesco di Giorgio Martini, Antonio da Sangallo, Francesco De Marchi, Francesco Paciotti. Altri insegnamenti vengono ad Aleotti certamente dalla trattatistica cinquecentesca, dalla edizione del Vitruvio di Daniele Barbaro, ma soprattutto dai trattatisti come Sebastiano Serlio, Jacopo Barozzi detto il Vignola e Andrea Palladio.

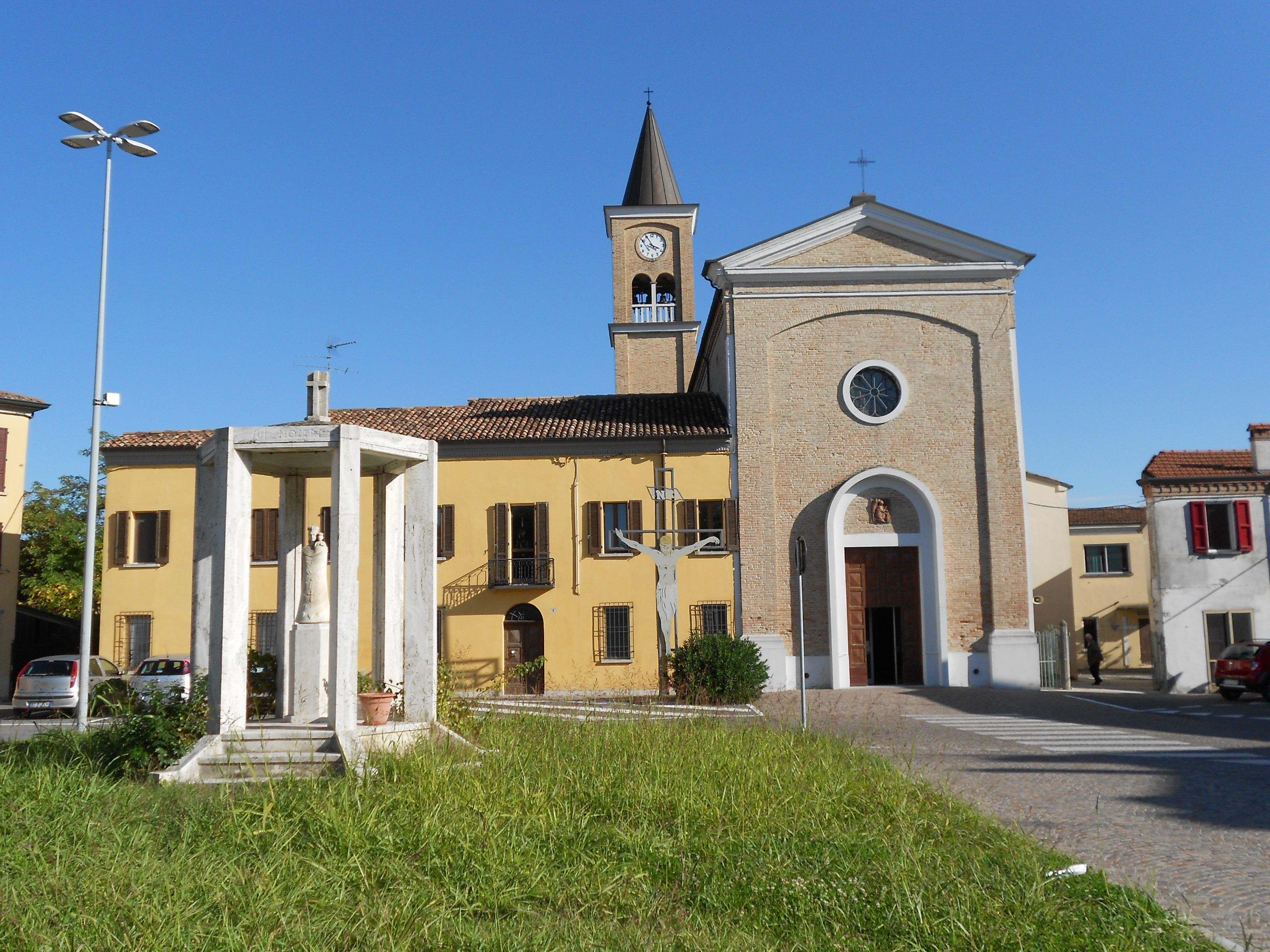
Chiesa di San Maurelio a Conselice, progetto giovanile di Aleotti

Il trattato del Serlio sembra essere il punto di riferimento più ricorrente nelle progettazioni di Aleotti; la pianta del palazzo di Gualtieri infatti deriva in modo evidente da una di quelle pubblicate dal Serlio nel terzo libro Delle Antiquità, così come la pianta della chiesa progettata per la rocca di Scandiano è una copia calligrafica di quella a croce greca rappresentata nelle pagine dello stesso trattato relative alle diverse forme delle chiese. Nel medesimo capitolo Serlio illustra anche una chiesa a pianta ellittica, che appare aver palesemente ispirato quella di San Carlo a Ferrara.
Inizia alla fine del Cinquecento la lunga collaborazione di Aleotti con la famiglia Bentivoglio, che diventerà per l'architetto la committenza più importante. Cornelio Bentivoglio, sovrintendente ducale alle fortificazioni, grande dignitario e ambasciatore degli Estensi a Parigi, decide infatti di intraprendere una serie di imponenti lavori di sistemazione urbanistica e di bonifica nel suo feudo di Gualtieri. A partire dal 1576 e fino al primo decennio del secolo successivo Aleotti, con la collaborazione di Antonio Vacchi, sovrintende a tutta una serie di interventi, come l'imponente Palazzo Bentivoglio, la grande piazza porticata, la torre civica, la chiesa di sant'Andrea, probabilmente ideati dallo stesso Cornelio Bentivoglio (il ruolo progettuale di Aleotti è infatti ancora dibattuto dagli studiosi), oltre a certi lavori di irregimentazione delle acque del fiume Secchia e del torrente Crostolo e di bonifica dei terreni paludosi circostanti.
Aleotti è già conosciuto come scenografo teatrale ed allestitore di apparati e "macchine" che realizza in occasione di particolari festeggiamenti e ricorrenze, come le nozze di Marco Pio di Savoia e Clelia Farnese a Sassuolo nel 1587,  per le quali Aleotti costruisce un teatro con scenografia a forma di tempio, modellato sul Pantheon di Roma, e il cui palcoscenico funzionava come una sorta di "scatola magica" con immagini, luci, suoni e colori, e resa dinamica dai congegni meccanici in movimento.  Uno degli allestimenti teatrali più famosi dell'architetto ferrarese è però quello realizzato nel 1592 a Mantova per il  Pastor fido di Giovan Battista Guarini, che lo considera uno dei migliori scenografi dell'epoca.
Nel 1591 si reca a Roma al seguito del duca Alfonso II d'Este che tenta di ottenere la rinnovazione dell'investitura di Ferrara, e vi torna per due volte nel 1600 inviato dal Comune di Ferrara a presentare la richiesta del ripristino della navigazione fluviale nel territorio ferrarese. Durante il primo di questi viaggi fa sosta a Firenze ed a Caprarola, entrando quindi in contatto con i centri della cultura manieristica. Questi viaggi dunque, oltre a permettergli di studiare dal vivo la struttura del teatro antico nelle sue varie espressioni, lo portano certamente a conoscenza delle opere di quello che sarà uno dei suoi principali ispiratori, Jacopo Barozzi detto il Vignola, che oltre al palazzo Farnese di Caprarola, aveva già realizzato a Roma le chiese di Sant'Andrea (1550) e Sant'Anna dei Palafrenieri al Vaticano e quella del Gesù. A questo si devono aggiungere naturalmente la conoscenza diretta delle opere di altri architetti come Michelangelo, Raffaello, Antonio da Sangallo, Vasari, Bramante.

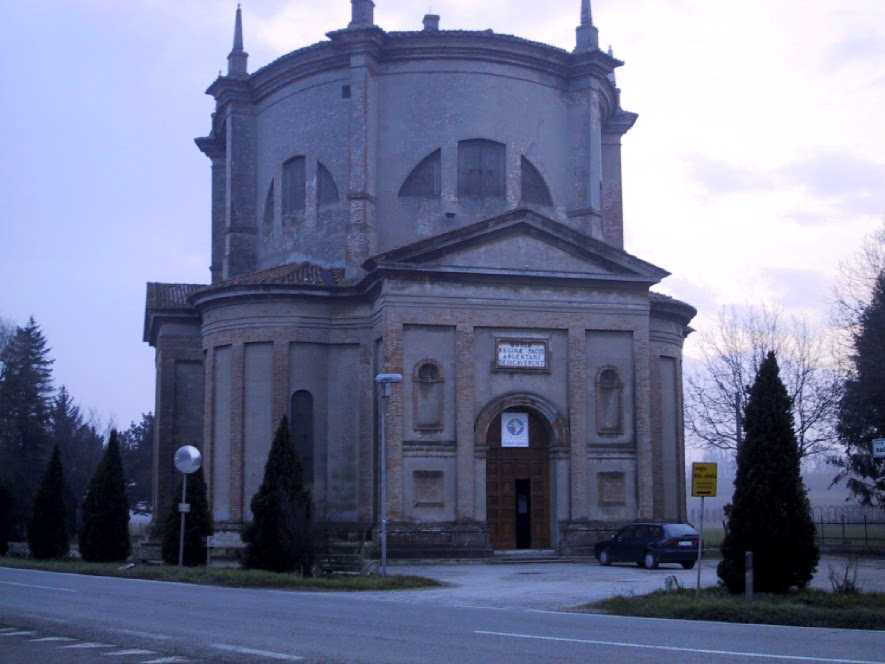
Il santuario della Celletta ad Argenta prima del restauro

In un periodo di forzata inattività dovuta a malattia si dedica a studi trattatistici ed alla traduzione ed edizione a stampa de Gli artificiosi et curiosi moti spirituali di Erone Alessandrino (1589). Affronta nuovamente problemi di ingegneria militare occupandosi delle mura di San Giacomo (1589-97), che dilatarono il perimetro difensivo della città di Ferrara con l'interramento di un tratto dell'alveo del Po, ed in seguito, dopo aver partecipato, senza successo, al concorso per il tempio della Madonna della Ghiara a Reggio Emilia nel 1596, progetta e realizza attorno al 1597 l'oratorio di Santa Maria della Rotonda, presso Castel Tedaldo, che verrà demolito pochi anni dopo durante l'edificazione della Fortezza pontificia.
Nel 1598, dopo la morte di Alfonso II e il mancato riconoscimento da parte del Papa della legittimità dell'erede, il cugino Cesare d'Este, avviene la "devoluzione" di Ferrara al papato, e la corte Estense si trasferisce a Modena assieme a molte famiglie nobili, ad architetti, pittori e scultori che decidono di non abbandonare il loro signore. Aleotti rimane però a Ferrara e viene nominato nel 1598 "Architetto della Regia Camera Apostolica", nel 1600 "Architetto pubblico del Comune" e poi nel 1602 "Architetto della Fortezza di Ferrara".
Aleotti, dopo l'uscita di scena degli Estensi, si trova alle prese con un nuovo tipo di committenza, dovendo sottostare alle richieste di papa Clemente VIII. I primi lavori riguardano il ripristino della navigabilità di alcuni corsi d'acqua della provincia, progetti che vengono illustrati nella relazione intitolata Dell'interrimento del Po di Ferrara e divergenza delle sue acque nel ramo di Ficarolo, che Aleotti espone nel 1601 all'assemblea cardinalizia presieduta da Clemente VIII in visita alla città da poco riacquistata.

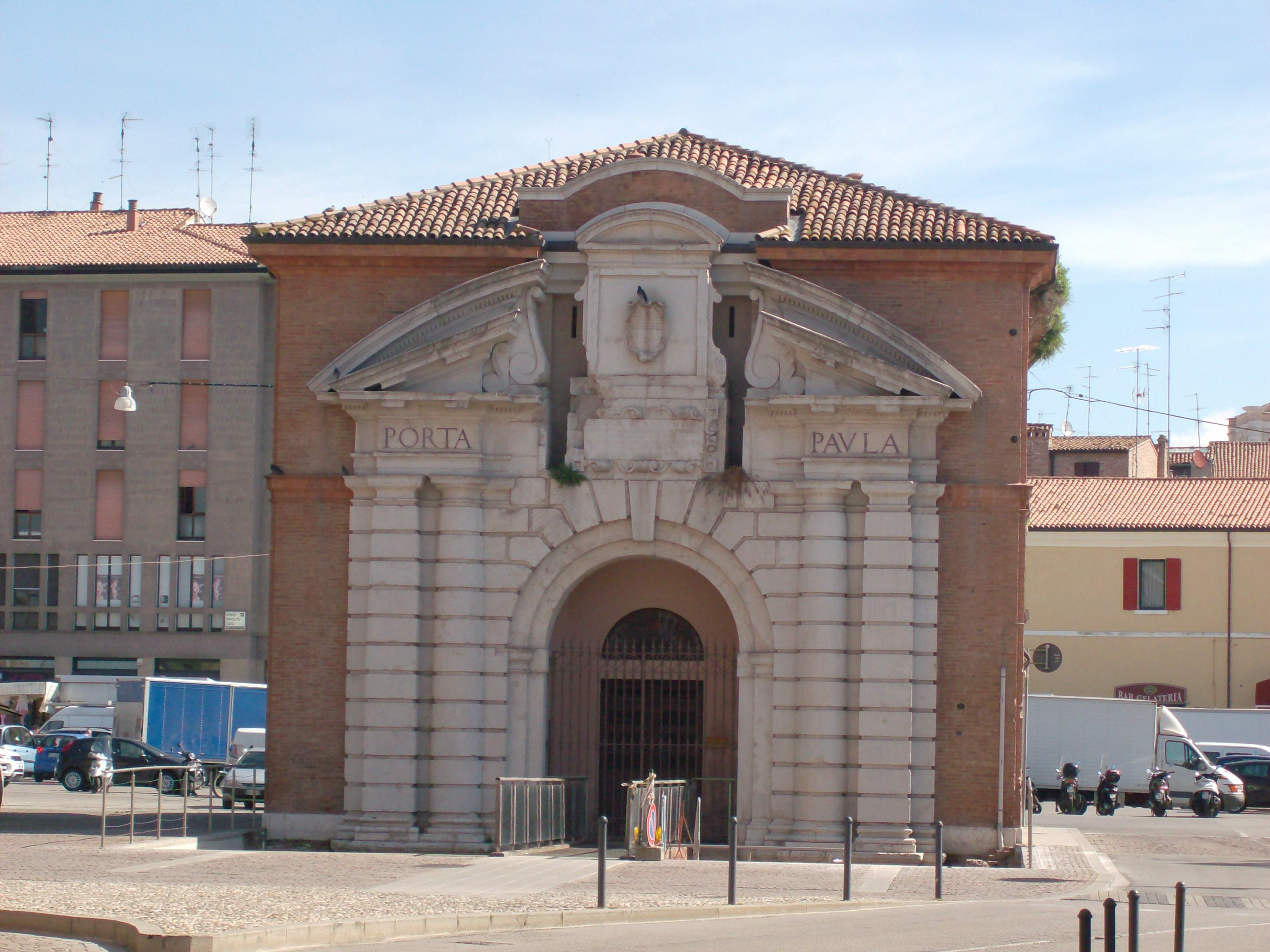
Porta Paola

Risale al 1581 un manoscritto, ora conservato presso il British Museum, allegato ad una minuta del Discorso sulla Atterratione del Po di Ferrara, e intitolato Dell'Architettura libro V. In questo lavoro, del quale non si conoscono gli altri volumi, Aleotti tratta problemi pratici legati a confini, servitù di passaggio, porte e finestre, grondaie, rapporti con le edificazioni preesistenti, fogne, acquedotti, e a tutte le leggi che regolano l'attività edilizia. Nell'introduzione, intitolata Dove si tratta de le legi a l'architettore necessarie secondo la mente di Vitruvio, si trova esposta una teoria che può fare luce sulle origini dei concetti architettonici di Aleotti. L'architetto afferma infatti che Vitruvio "considerasse che necessariamente è di mestiere che il buono Architettore sapia le legi appartenenti ad esso, come si vede nel primo libro di esso, (...) benché tenga altra opinione Leon Battista Alberti, Architettor fiorentino, il quale benché scrivesse assai cose appartenenti all'Architettura fece però poco o nulla di buono, come ne testificano l'opere da lui fatte et cittate da Giorgio Vasari pittor'Arettino", e prosegue sostenendo che "chi ben considera i scritti di Leon Battista vedrà che lo Architettor da esso pensato molto più mecanico è che quello di Vitruvio, il quale lo instituisce nel somo grado di eccelenza". Aleotti dà inoltre un'interessante spiegazione per la scelta della lingua "volgare" in gran parte di questa trattazione delle leggi edilizie, abitualmente esposte in lingua latina, dicendo che dovranno perdonarlo "i professori di legge se in questa lingua io scuopro et fò palese in questa parte quello che con fatica di raggione dovrebono altri sudare per sapere: perciochè dovendo io far regole per le quali ottimo et ecelente possa essere un Architetto è necessario servirlo in questo idioma, perché oggi dì quelli che al studio de la Architettura attendono tutti sono ò pittori ò scultori ò intagliatori di legname et simili gente, per lo più che non intendono la lingua latina". Con ciò si può intendere che l'architettura è per lui un'attività eminentemente "pratica", lontana dalle idealizzazioni che hanno invece segnato l'opera di tanti artisti rinascimentali.
Negli anni successivi intraprende la bonificazione Bentivoglio tra il Tartaro ed il Po (1608); progetta il monumento tombale di Ludovico Ariosto (1610) e la Porta Paola (1611), mentre sovrintende al completamento del Santuario della Celletta ad Argenta, progettato da Marco Niccolò Balestri (1610). Realizza inoltre la chiesa di Santa Maria del Quartiere a Parma (1604-1609) assieme a Giovan Battista Magnani, e la Torre dell'Orologio a Ferrara (1606-1607).

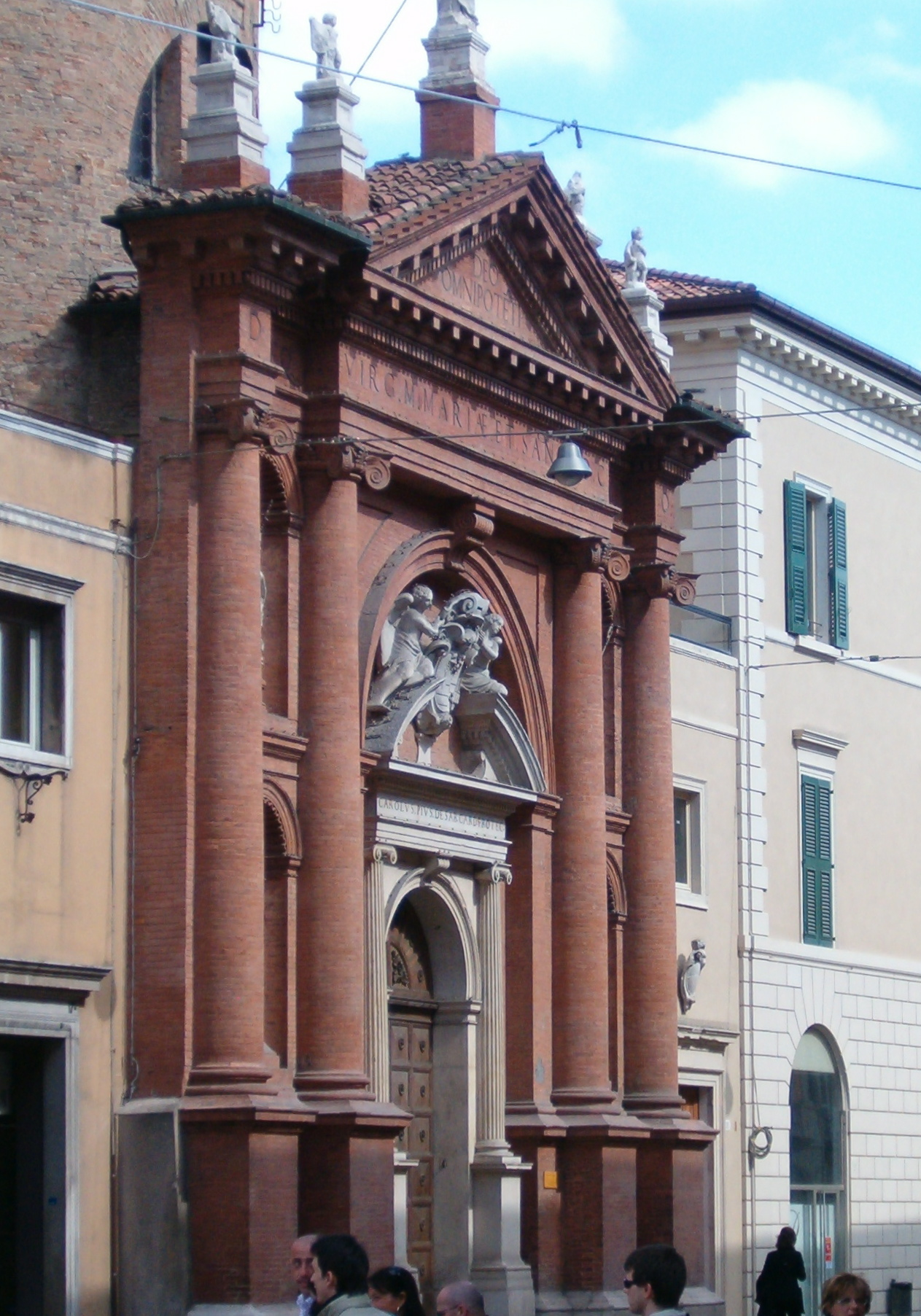
La facciata della chiesa di San Carlo a Ferrara.

Una delle opere principali di Aleotti a Ferrara è la chiesa di San Carlo, eretta a partire dal 1611. Una prima fonte di ispirazione per la sua facciata appare essere il frontespizio del volume Delle Fortificationi, pubblicato nel 1570 da Galasso Alghisi, che di Aleotti era stato maestro e che lo aveva preceduto nella carica di "ingegnere ducale". In questo disegno compaiono infatti le stesse coppie di colonne, in questo caso doriche, che contengono due nicchie sovrapposte, e vi sono pure le cinque statue poste sulla trabeazione e sul frontone. Altri precedenti per la facciata di questa chiesa sono sicuramente alcune opere di Andrea Palladio (autore del quale Aleotti conosceva I Quattro Libri, trattato che, nel manoscritto intitolato Delli Cinque Ordini di Architettura, mette a confronto con quelli del Vignola, Serlio e Scamozzi), soprattutto le chiese veneziane del Redentore, di San Francesco della Vigna e di San Giorgio. Dalla basilica di San Giorgio Maggiore a Venezia in particolare Aleotti riprende la parte centrale, con gli alti piedistalli e l'ordine gigante che sorregge l'architrave ed il timpano, ma non le due ali laterali. San Carlo infatti, a differenza delle citate chiese palladiane a tre navate, è a pianta centrale, così come altre chiese realizzate da Aleotti, in particolare chiesa di Santa Maria del Quartiere a Parma e il santuario della Celletta ad Argenta. L'interno ha forma ovale e le pareti sono scandite da otto coppie di colonne ioniche tra le quali si aprono quattro grandi nicchie con statue; una continua trabeazione orizzontale unifica poi tutto lo spazio interno che è sormontato da una volta ovale.
Tra le imprese più impegnative di Aleotti è l'erezione della Fortezza di Ferrara, che l'architetto porta a compimento nel 1618 a partire da progetti iniziali di Marco Farnese e di Pompeo Targone. Dopo un iniziale momento di fervore seguito alla nuova dominazione pontificia a Ferrara l'attività edilizia si affievolisce e decade ben presto, tanto che Aleotti accetta incarichi a Verona, Modena, Mirandola, Carpi, Piacenza e Parma.

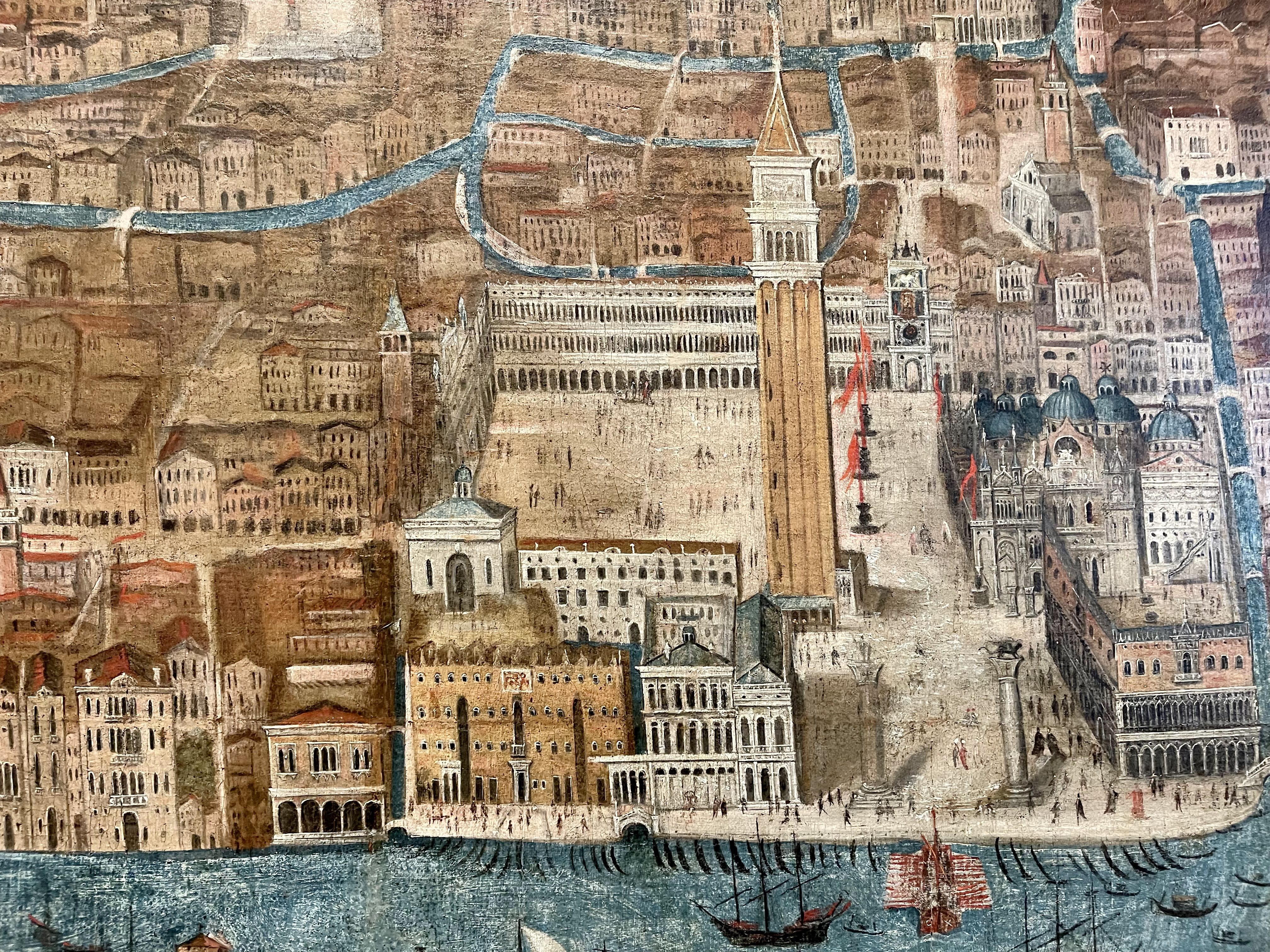
Piazza San Marco, particolare della Veduta di Venezia

Aleotti aveva già in precedenza realizzato a Ferrara, assieme ad Enzo Bentivoglio, alcuni teatri ora scomparsi come il Teatro Marfisa, il Teatro degli Intrepidi e quello della Sala Grande. Con il Teatro Farnese di Parma l'architetto, muovendo dalle acquisizioni dei recenti modelli classicistici palladiani e scamozziani, elabora una versione di teatro di corte di vasto respiro. Semplifica notevolmente struttura ed apparato della scena fissa, con un'unica imponente apertura trabeata, oltre la quale ha luogo un ampio palcoscenico. La solenne cavea, a forma di U alquanto allungata (tipo destinato ad una larga fortuna nella Francia del Seicento e del Settecento, soppiantato dalla metà del XVIII secolo da più moderne soluzioni di tipo centrico), è concepita utilizzabile sia come platea per il pubblico che come spazio scenico per l'allestimento di tornei e di altri giochi. Per la monumentale connotazione architettonica della gran sala di spettacolo, per la razionalità degli impianti tecnici, delle scene mobili e degli spazi attrezzati per il palcoscenico, per l'equilibrio e la coerenza delle membrature e della decorazione (anche se certe modificazioni e completamenti sono dovuti ad interventi di Enzo Bentivoglio e Giovan Battista Magnani) il Teatro Farnese può essere considerato il suo capolavoro.
Nei primi due decenni del secolo XVII lavora al grande ampliamento della rocca di Scandiano per il marchese Giulio Thiene, edificio che sarebbe dovuto diventare un imponente palazzo con quattro corti interne, una grande chiesa e giardini. La morte del marchese Giulio nel 1619 e quella, avvenuta dopo soli quattro anni, dell'unico erede maschio Ottavio II, porteranno all'interruzione dei lavori, lasciando così l'edificio incompiuto. Della progettazione di Aleotti rimangono l'imponente facciata sud con il torrione, gli appartamenti nobiliari nell'ala sud-ovest e il monumentale scalone.
Ad Aleotti è attribuita la Veduta di Venezia, realizzata intorno al 1620 e conservata nel salone a pianoterra dell'Hotel Danieli a Venezia. Ne esiste anche una copia presso il Museo Correr di Venezia (in deposito dal museo del Castello del Buonconsiglio di Trento). L'attribuzione ad Aleotti è stata realizzata sulla base del cartiglio presente nel dipinto del Danieli dove si legge abbreviato il nome dell'autore. 

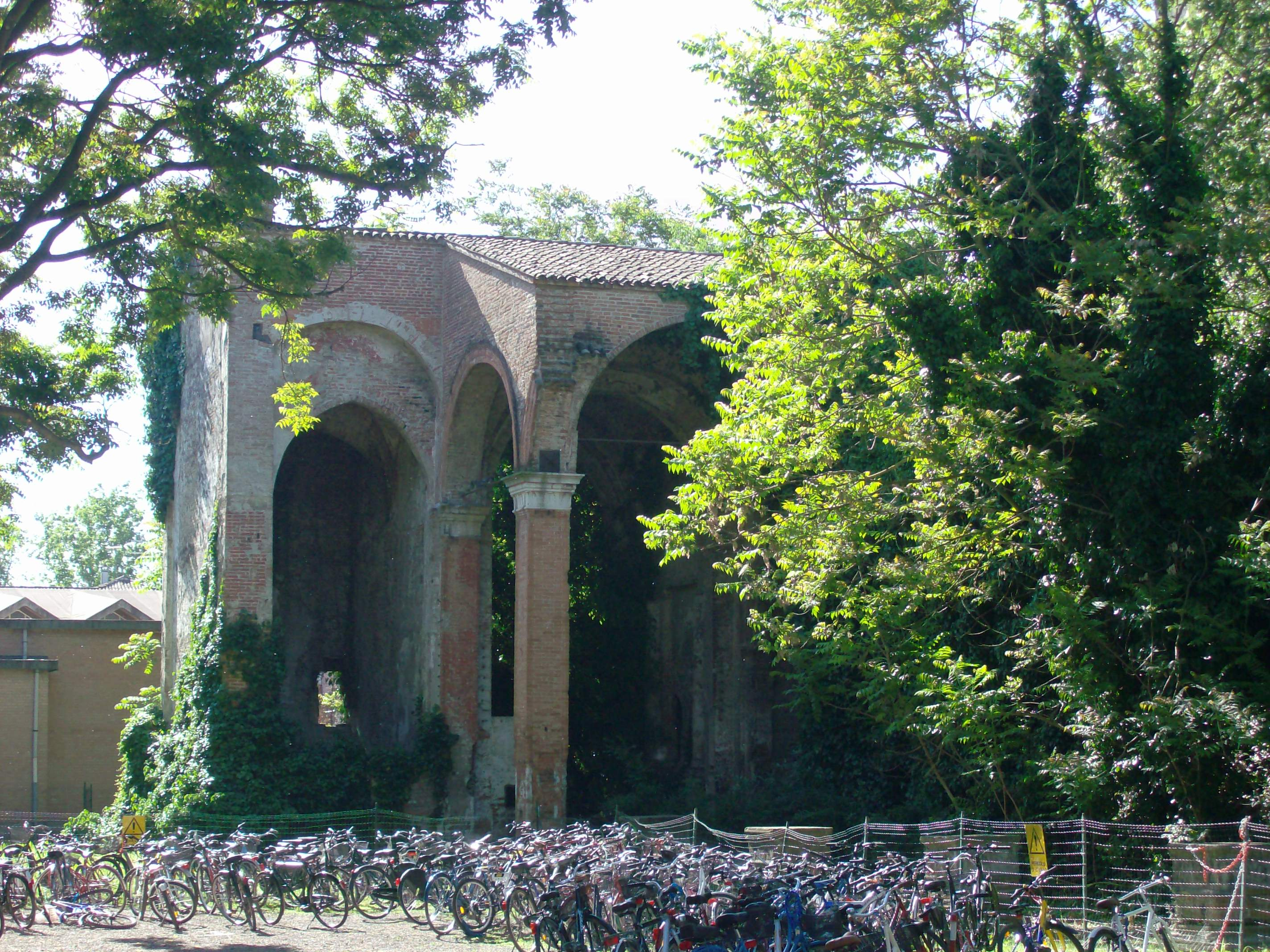
Ruderi della chiesa di Sant'Andrea.

Giovan Battista Aleotti prosegue la sua attività di architetto e di teorico fino ad età avanzatissima. Nel 1632 opera la revisione dell'Idrologia, l'opera alla quale egli aveva lavorato per 38 anni, e che non poté stampare per il fallimento dei banchieri depositari della somma a ciò destinata. Nel 1627, ad oltre ottant'anni di età  realizza invece la sua ultima opera architettonica, la Cappella del Santissimo Sacramento nella chiesa di Sant'Andrea a Ferrara, ed in questa viene sepolto dopo la morte che lo coglie il 12 dicembre 1636. La chiesa viene poi distrutta nel 1867 ed i resti di Aleotti trasferiti nel santuario della Celletta, vicino alla sua città nativa di Argenta. Alcuni suoi lavori sono stati completati dal suo allievo Francesco Guitti.

## Giovanni Battista Aleotti nel giudizio degli storici
Le informazioni biografiche su Aleotti sono tutte ricostruzioni tardive, nessuno infatti si preoccupò di documentarne l'attività mentre era in vita o negli anni successivi alla morte. Lo scritto di riferimento, oltre ai numerosi documenti d'archivio è quello di Luigi Napoleone Cittadella.
Secondo Manfredo Tafuri Aleotti sembra essere un architetto letteralmente "manierista", nel senso che la sua ricerca non appare "un confronto critico, ma un ventaglio di possibili "maniere" e quindi di possibili scelte fra loro equivalenti". Bruno Adorni afferma che colpiscono in Aleotti "la sua grande erudizione e lo spirito enciclopedico" ed il concetto aristotelico di "imitazione", probabilmente derivato dal Palladio e dal Barbaro, che egli conduce però all'estremo, fino a farlo diventare sinonimo di "citazione". Adorni prosegue affermando che "proprio per questo suo spirito eclettico estremamente disponibile perlomeno nell'ambito di una cultura accademizzante, mi pare inesatto definire, come più volte si è fatto, l'Aleotti un seguace del Palladio. In realtà lo è nella misura in cui è anche un seguace del Serlio, del Sanmicheli, del Vignola, dell'Alghisi".
Dello stesso parere è anche Vittorio Camerini, il quale sostiene che in Aleotti "la tradizione classicistica rinascimentale, il manierismo dell'età controriformistica e il barocco del secolo XVII convivono in una forma artistica che a seconda delle richieste del committente o delle sollecitazioni ambientali, si orienta verso l'uno o l'altro ideale stilistico" ed inoltre che "manca in lui un vero e proprio svolgimento formale, da posizioni classicheggianti a posizioni moderne e liberamente innovatrici, ma è evidente la tendenza ad esprimersi nello stesso tempo in modi stilisticamente diversi e a volte opposti".
Un giudizio più positivo viene dato da Anna Maria Matteucci la quale, sostenendo che Aleotti può essere considerato il capostipite dei grandi architetti emiliani del seicento, afferma che egli "si applicò con estrema originalità nei campi diversi dell'edilizia civile, religiosa e militare, dell'idraulica e della balistica, della scenografia e della scenotecnica, affiancando sempre all'attività pratica quella teorica, tanto da redigere importanti trattati in questi vari settori", e prosegue descrivendo una personalità spiccatissima che "seppe originalmente assimilare spunti da Palladio, dallo Scamozzi e soprattutto dal Vignola, senza dimenticare la tradizione ferrarese".
Sembra appropriato infine, come propone Adorni, "definire Aleotti un eclettico, comunque certamente non è più l'uomo universale del Rinascimento, ma lo specialista in tanti campi: nell'idrologia, nell'ingegneria militare, nelle matematiche, nella costruzione dei teatri, nella scenotecnica, e così via", tutti campi nei quali l'attività di Aleotti, nei primi due decenni del Seicento si alterna e si intensifica, con la realizzazione di moltissime opere, documentate con precisione o che gli sono attribuite da più studiosi.